# Iso Kangasjärvi (sjö i Mänttä-Filpula, Birkaland)
Iso Kangasjärvi är en sjö i kommunen Mänttä-Filpula i landskapet Birkaland i Finland. Arean är 43 hektar och strandlinjen är 4,12 kilometer lång. Sjön  ingår i Kumo älvs huvudavrinningsområde.   Den ligger omkring 70 kilometer nordöst om Tammerfors och omkring 210 kilometer norr om Helsingfors. 
Iso Kangasjärvi ligger öster om Ajosjärvi. 